# فيليب وارتيلي
فيليب وارتيلي (مواليد 9 يونيو 1969) هو ملاكم فرنسي، مثّل بلاده في الألعاب الأولمبية الصيفية 1992.

## روابط خارجية
فيليب وارتيلي على موقع أوليمبيديا (الإنجليزية)